# Natação no Campeonato Europeu de Esportes Aquáticos de 2022 - 200 m medley masculino
A prova dos 200 metros nado medley masculino da natação no Campeonato Europeu de Esportes Aquáticos de 2022 ocorreu nos dias 16 e 17 de agosto no Foro Italico, em Roma na Itália. 

## Calendário
| Fase          | Data         | Hora  |
| ------------- | ------------ | ----- |
| Eliminatórias | 16 de agosto | 09:54 |
| Semifinal     | 16 de agosto | 19:36 |
| Final         | 17 de agosto | 18:37 |

Todos os horários estão no horário local (UTC+1)

## Recordes
Antes desta competição, os recordes eram os seguintes:
|                       | Nadador     | Tempo   | Local    | Data                |
| --------------------- | ----------- | ------- | -------- | ------------------- |
| Recorde mundial       | Ryan Lochte | 1:54.00 | Xangai   | 24 de julho de 2011 |
| Recorde europeu       | László Cseh | 1:55.18 | Roma     | 29 de julho de 2009 |
| Recorde do campeonato | László Cseh | 1:56.66 | Debrecen | 23 de maio de 2012  |

## Medalhistas
| Ouro             | Prata                  | Bronze              |
| Hubert Kós (HUN) | Alberto Razzetti (ITA) | Gabriel Lopes (POR) |

## Resultados

### Eliminatórias
Esses foram os resultados das eliminatórias.
| Pos. | Bateria | Raia | Nadador               | Nacionalidade | Tempo   | Notas |
| ---- | ------- | ---- | --------------------- | ------------- | ------- | ----- |
| 1    | 3       | 3    | Gabriel Lopes         | Portugal      | 1:58.94 | Q     |
| 2    | 2       | 6    | Carles Coll           | Espanha       | 2:00.56 | Q     |
| 3    | 1       | 6    | Vadym Naumenko        | Ucrânia       | 2:00.60 | Q     |
| 4    | 1       | 4    | Hubert Kós            | Hungria       | 2:00.65 | Q     |
| 5    | 1       | 5    | Andreas Vazaios       | Grécia        | 2:01.03 | Q     |
| 6    | 2       | 5    | Ron Polonsky          | Israel        | 2:01.05 | Q     |
| 7    | 1       | 3    | Enzo Tesic            | França        | 2:01.28 | Q     |
| 8    | 3       | 4    | Jérémy Desplanches    | Suíça         | 2:01.47 | Q     |
| 9    | 2       | 2    | Eitan Ben Shitrit     | Israel        | 2:01.55 | Q     |
| 10   | 1       | 2    | Daniil Giourtzidis    | Grécia        | 2:01.69 | Q     |
| 11   | 1       | 1    | Anže Ferš Eržen       | Eslovênia     | 2:01.98 | Q     |
| 12   | 3       | 5    | Alberto Razzetti      | Itália        | 2:02.16 | Q     |
| 13   | 3       | 6    | Pier Andrea Matteazzi | Itália        | 2:02.66 | Q     |
| 14   | 3       | 2    | Émilien Mattenet      | França        | 2:04.24 | Q     |
| 15   | 3       | 7    | William Lulek         | Suécia        | 2:04.29 | Q     |
| 16   | 2       | 7    | Richard Nagy          | Eslováquia    | 2:04.51 | Q     |
| 17   | 1       | 7    | Emil Hassling         | Suécia        | 2:05.71 |       |
| 18   | 3       | 1    | Eoin Corby            | Irlanda       | 2:05.78 |       |
| 19   | 2       | 1    | Luka Mladenovic       | Áustria       | 2:06.00 |       |
| 20   | 2       | 8    | Marius Toscan         | Suíça         | 2:06.03 |       |
| 21   | 1       | 8    | Ronens Kermans        | Letônia       | 2:06.63 |       |
| 22   | 3       | 0    | Liam Custer           | Irlanda       | 2:06.66 |       |
| 23   | 2       | 0    | Mihai Gergely         | Roménia       | 2:06.73 |       |
| 24   | 3       | 9    | Zhulian Lavdaniti     | Albânia       | 2:09.05 |       |
| 25   | 1       | 0    | Thomas Wareing        | Malta         | 2:09.40 |       |
| 26   | 3       | 8    | Jan Zubik             | Polónia       | 2:09.85 |       |
| 27   | 2       | 9    | Endi Kola             | Albânia       | 2:19.69 |       |
| 28   | 2       | 3    | Bernhard Reitshammer  | Áustria       | DNS     | DNS   |
| 28   | 2       | 4    | Thomas Dean           | Reino Unido   | DNS     | DNS   |

### Semifinal
Esses foram os resultados das semifinais. 
| Pos. | Bateria | Raia | Nadador               | Nacionalidade | Tempo   | Notas |
| ---- | ------- | ---- | --------------------- | ------------- | ------- | ----- |
| 1    | 2       | 4    | Gabriel Lopes         | Portugal      | 1:58.77 | Q     |
| 2    | 1       | 5    | Hubert Kós            | Hungria       | 1:59.38 | Q     |
| 3    | 1       | 3    | Ron Polonsky          | Israel        | 1:59.52 | Q     |
| 3    | 1       | 7    | Alberto Razzetti      | Itália        | 1:59.52 | Q     |
| 5    | 1       | 6    | Jérémy Desplanches    | Suíça         | 1:59.53 | q     |
| 6    | 1       | 4    | Carles Coll           | Espanha       | 1:59.66 | q     |
| 7    | 2       | 3    | Andreas Vazaios       | Grécia        | 1:59.77 | Q     |
| 8    | 2       | 5    | Vadym Naumenko        | Ucrânia       | 2:00.48 | q,    |
| 9    | 2       | 1    | Pier Andrea Matteazzi | Itália        | 2:00.73 |       |
| 10   | 2       | 2    | Eitan Ben Shitrit     | Israel        | 2:01.00 |       |
| 11   | 1       | 2    | Daniil Giourtzidis    | Grécia        | 2:01.13 |       |
| 12   | 2       | 6    | Enzo Tesic            | França        | 2:01.83 |       |
| 13   | 1       | 1    | Émilien Mattenet      | França        | 2:02.00 |       |
| 14   | 2       | 7    | Anže Ferš Eržen       | Eslovênia     | 2:03.07 |       |
| 15   | 2       | 8    | William Lulek         | Suécia        | 2:03.21 |       |
| 16   | 1       | 8    | Richard Nagy          | Eslováquia    | 2:04.19 |       |

### Final
Esse foi o resultado da final. 
| Pos.              | Raia | Nadador            | Nacionalidade | Tempo   | Notas |
| ----------------- | ---- | ------------------ | ------------- | ------- | ----- |
| Medalha de ouro   | 5    | Hubert Kós         | Hungria       | 1:57.72 |       |
| Medalha de prata  | 3    | Alberto Razzetti   | Itália        | 1:57.82 |       |
| Medalha de bronze | 4    | Gabriel Lopes      | Portugal      | 1:58.34 |       |
| 4                 | 2    | Jérémy Desplanches | Suíça         | 1:58.89 |       |
| 5                 | 6    | Ron Polonsky       | Israel        | 1:59.24 |       |
| 6                 | 1    | Andreas Vazaios    | Grécia        | 1:59.55 |       |
| 7                 | 7    | Carles Coll        | Espanha       | 1:59.96 |       |
| 8                 | 8    | Vadym Naumenko     | Ucrânia       | 2:01.61 |       |

Legenda
| Recorde mundial       | Recorde mundial (World record)               |                       | Recorde africano                      | Recorde africano (African) |                                           | Q | Classificado por posição (Qualified) |
| Recorde do campeonato | Recorde do campeonato (Championship record)  | Recorde da América    | Recorde da América (Americas)         | q                          | Classificado por melhor tempo (Qualified) |   |                                      |
| Melhor marca do ano   | Melhor marca do ano (World leading)          | Recorde asiático      | Recorde asiático (Asian)              | DNS                        | Não largou (Did not start)                |   |                                      |
| Recorde nacional      | Recorde nacional (National record)           | Recorde europeu       | Recorde europeu (European)            | DNF                        | Não terminou (Did not finish)             |   |                                      |
| Recorde pessoal       | Recorde pessoal do atleta (Personal best)    | Recorde da Oceania    | Recorde da Oceania (Oceania)          | DSQ / DQ                   | Desclassificado (Disqualified)            |   |                                      |
| Recorde da temporada  | Recorde da temporada do atleta (Season best) | Recorde sul-americano | Recorde sul-americano (South America) | NM                         | Sem marca (No mark)                       |   |                                      |